# 阿部昇二
阿部 昇二（あべ しょうじ、1922年9月 - 1987年9月26日）は、茨城県出身のコメディアン、俳優。本名は常見馨（つねみ かおる）。
幼少期は台湾で過ごし、嘉義中学を卒業した後、榎本健一に憧れて上京。
大宮大洋（大宮敏光の義兄）が率いる劇団でデビューし、漫才師、大道具などを経て、戦前から終戦直後にかけて阿部昇二一座を結成して活動した。
戦時中の慰問公演では、チンドン屋出身の中沢寅雄と漫才コンビを組んだ。
後にフランス座などに所属。1987年1月31日の舞台を最後に浅草を去る。同年9月26日没。
漫才コンビ解散後にくすぶっていた安藤ロール（坂上二郎）を弟子に迎えてコメディアンとして育成、のちの大ブレイクのきっかけを作った。

## 出演作品

### 映画
- コント55号 人類の大弱点（1969年） - タバコヤの親爺
- コント55号 宇宙大冒険（1969年）
- 喜劇 ソレが男の生きる道（1970年） - 支配人
- コント55号水前寺清子の大勝負（1970年） - 床屋の親父
- めまい（1971年） - 秋律徹平
- コント55号とミーコの絶体絶命（1971年） - 池谷
- 初笑いびっくり武士道（1972年） - 福井藩重臣
- お姐ちゃんお手やわらかに（1975年） - 河野はじめ
- お祭り野郎 魚河岸の兄弟分（1976年） - 八百竹
- 愛と誠・完結篇（1976年） - 岡島

### テレビドラマ
- 荒野の素浪人
  - 荒野の素浪人（1972年）
    - 第11話「決闘 傷だらけの必殺剣」
    - 第37話「爆砕 火薬樽の丘」

  - 新・荒野の素浪人 第5話「手鎖の女」（1974年）
- ウルトラマンタロウ 第17話「2大怪獣 タロウに迫る!」・第18話「ゾフィが死んだ! タロウも死んだ!」（1973年） - スイカ売りの親父
- 雑居時代 第15話「今年はライオンどし?」（1974年） - 救急隊員
- 特捜記者 犯罪を追え 第8話（1974年）
- 破れ傘刀舟悪人狩り
  - 第25話「子はぐれ唐人」（1975年） - 侍
  - 第42話「愛の残影」（1975年） - 与平
  - 第81話「振り袖の熱い涙」（1976年） - 屋台蕎麦屋吾作
- 悪魔のようなあいつ 第2話（1975年） - 夢さん
- 破れ奉行（1977年）
  - 第6話「紀州藩を砲撃せよ」
  - 第36話「待伏せ!老中暗殺」
- 図ぶとい奴・危険な賭け（1978年）
- おてんば人生 第54話（1978年） - 主人
- 大追跡 第16話「暴行魔W」（1978年）
- 噂の刑事トミーとマツ 第2話（1979年） - 管理人
- ぼくとマリの時間旅行（1980年） - 作業員

### バラエティ
- みんなで出よう55号決定版!（1969年 - 1975年）
- ウォー!コント55号（1969年）

### 舞台
- 唐版 滝の白糸